# Saint-Clément (Yonne)
Saint-Clément – miejscowość i gmina we Francji, w regionie Burgundia-Franche-Comté, w departamencie Yonne.
Według danych na rok 1990 gminę zamieszkiwało 2776 osób, a gęstość zaludnienia wynosiła 328 osób/km² (wśród 2044 gmin Burgundii Saint-Clément plasuje się na 71. miejscu pod względem liczby ludności, natomiast pod względem powierzchni na miejscu 1017.).